# جيم هاينز
جيم هاينز (بالإنجليزية: Jim Hines)‏ هو عداء سريع أمريكي، ولد في 10 سبتمبر 1946 في دوماس في الولايات المتحدة.

## وصلات خارجية
- جيم هاينز على موقع الاتحاد الدولي لألعاب القوى (الإنجليزية)
- جيم هاينز على موقع الاتحاد الأمريكي لسباقات المضمار والميدان، قاعة المشاهير (الإنجليزية)
- جيم هاينز على موقع مرجع كرة القدم المحترفة.كوم (الإنجليزية)
- جيم هاينز على موقع اللجنة الأولمبية الدولية (الإنجليزية)
- جيم هاينز على موقع أوليمبيديا (الإنجليزية)